# Johannes Hentschel
Johannes Hentschel (Berlim, 10 de maio de 1908 – Achern, 27 de abril de 1982) foi um mecânico alemão que trabalhou nas instalações da Chancelaria do Reich.
Nascido em Berlim, Hentschel foi contratado em julho de 1934. Em janeiro de 1945, foi designada a ele a tarefa de administrar instalações de água e ventilação da casamata de Hitler. Deixou o Führerbunker quando enfermeiras e soldados do Exército Vermelho chegaram ao local, em 2 de maio de 1945. Apesar de explicar para os oficiais soviéticos que ele não tinha nenhuma relação com a SS, Hentschel foi levado para uma prisão na Sibéria, onde foi liberado somente em 1949. Morreu em Achern.

## Leitura complementar
- Joachimsthaler, Anton. Hitlers Ende: Legenden und Dokumente. Trans Bögler, Helmut (1996).
- O'Donnell, James. The Bunker (2001).